# جلوة
الجَلْوَة أو المِغزلية أو المردن أو الأداد أو الأشخيص جنس نباتي ينتمي إلى الفصيلة النجمية. يضم هذا الجنس ما بين 350-600 نوع من النباتات موطن معظمها الوطن العربي وحوض البحر الأبيض المتوسط.

## من أنواع الجلوةالواطنةفي الوطن العربي
- الجلوة البابلية (باللاتينية: Atractylis babelii) في المغرب العربي
- الجلوة البولصية (باللاتينية: Atractylis boulosii) في بلاد الشام
- الجلوة الحورانية (باللاتينية: Atractylis auranitica) في بلاد الشام
- الجلوة الرقيقة (باللاتينية: Atractylis delicatula) في المغرب العربي
- الجلوة السفوية (باللاتينية: Atractylis aristata) في المغرب العربي[ملاحظة 1]
- الجلوة الشبكية (باللاتينية: Atractylis cancellata) في بلاد الشام
- الجلوة الشوكية (باللاتينية: Atractylis carduus) في بلاد الشام ووادي النيل والمغرب العربي وتركيا
- الجلوة العربية (باللاتينية: Atractylis arabica) في سيناء
- الجلوة الفزانية (باللاتينية: Atractylis phazaniae) في المغرب العربي
- الجلوة القنفذية (باللاتينية: Atractylis echinata) في المغرب العربي
- الجلوة كثيرة التشعبات (باللاتينية: Atractylis caespitosa) في المغرب العربي
- الجلوة متعددة الرؤوس (باللاتينية: Atractylis polycephala) في المغرب العربي
- الجلوة المزرقة (باللاتينية: Atractylis caerulea) في المغرب العربي
- الجلوة مزركشة الرأس (باللاتينية: Atractylis phaeolepis) في بلاد الشام ووادي النيل
- الجلوة المسننة (باللاتينية: Atractylis serrata) في المغرب العربي
- الجلوة مسننة الرأس (باللاتينية: Atractylis serratuloides) في بلاد الشام ووادي النيل والمغرب العربي
- الجلوة المصرية (باللاتينية: Atractylis mernephthae) في بلاد الشام ووادي النيل والمغرب العربي
- الجلوة المنتشرة (باللاتينية: Atractylis prolifera) في بلاد الشام
- الجلوة اليمنية (باللاتينية: Atractylis yemensis) في اليمن

## من أنواع الجلوة الأخرى
- جلوة برو (باللاتينية: Atractylis preauxiana)[ملاحظة 2]
- الجلوة التوتينية (باللاتينية: Atractylis tutinii) في إسبانيا
- الجلوة الشجرية (باللاتينية: Atractylis arbuscula) في جزر الكناري
- الجلوة المتواضعة (باللاتينية: Atractylis humilis) في إسبانيا وفرنسا

## ملاحظة
1. ↑  سفاتية أو سفوية من السفاة حسب شكل الورق - aristata تعني Awned أي ذا سفاة
2. ↑  نسبة إلى عالم النبات الفرنسي Louis Despréaux Saint-Sauveur لويس ديبرو سانت سوفير. وهي مهددة بالإنقراض. ويمكن تسميتها بجلوة كناري حيث أن جزر الكناري هي الموئل الطبيعي لهذا النبات.